# Schänzlekopf
Schänzlekopf är ett berg i Österrike, på gränsen till Tyskland.   Det ligger i förbundslandet Kärnten, i den västra delen av landet, 500 km väster om huvudstaden Wien. Toppen på Schänzlekopf är 2 068 meter över havet, eller 146 meter över den omgivande terrängen. Bredden vid basen är 0,64 km.
Terrängen runt Schänzlekopf är huvudsakligen bergig, men den allra närmaste omgivningen är kuperad. Runt Schänzlekopf är det ganska glesbefolkat, med 26 invånare per kvadratkilometer.. Närmaste större samhälle är Tannheim, 8,9 km nordost om Schänzlekopf. 
Trakten runt Schänzlekopf består i huvudsak av gräsmarker.